# Julian Pęski

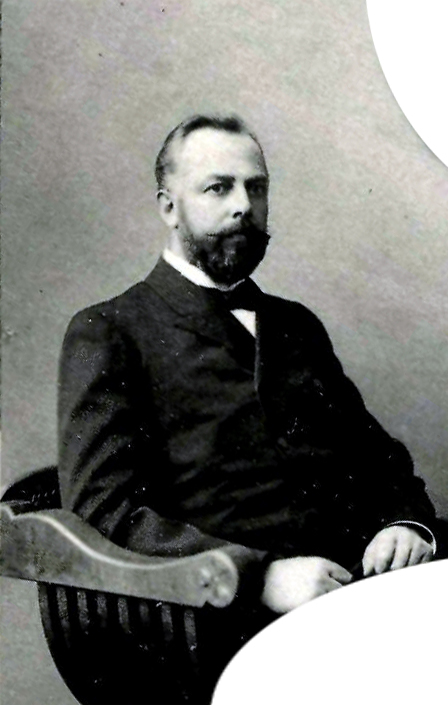
Julian Pęski (1905)

Julian Pęski (ros. Юлиан Романович Пенский, ur. 3 czerwca 1859 w Sławucie, zm. 20 kwietnia 1920 w Charkowie) – polski lekarz, chirurg, profesor Uniwersytetu w Charkowie.
Był synem Romana Pęskiego, powstańca styczniowego zesłanego na Syberię, i Henryki z domu Szlejer. Uczył się w progimnazjum w Charkowie (1872–1876), a następnie do gimnazjum charkowskiego (1876–1880). Po jego ukończeniu podjął studia medyczne na Uniwersytecie w Charkowie. Ukończył je w 1885 roku z tytułem lekarza cum eximia laude. Od 1886 specjalizował się w chirurgii. Otrzymał stanowisko nadetatowego pomocnika prosektora, a od 1895 prosektora. 25 maja zatwierdzono jego nominację na profesora nadzwyczajnego katedry chirurgii operacyjnej i anatomii topograficznej. W 1910 roku otrzymał tytuł zasłużonego profesora. Był dziekanem i kierownikiem kliniki.
Od 1896 do 1907 redaktor czasopisma „Trudy Medicinskoj Sekcii Obszczestwa Opytnych Nauk”, od 1896 współpracownik czasopisma „Wiestnik Mediciny”.
Zajmował się głównie chirurgią wątroby. Zaproponowany przez niego szew wątroby nazywany był jego imieniem. Wspólnie z Kuzniecowem opracował metodę resekcji wątroby z użyciem specjalnej igły (igła Pęskiego-Kuzniecowa).
Żonaty z Marią z domu Hiszpańską. Mieli czworo dzieci: Marię po mężu Krasuską, Jadwigę, Zofię po mężu Klemczyńską, i syna Henryka.

## Wybrane prace
- Opyty pieresadki (riepłantacii, transpłantologii) ustawnych powierchnostiej epifizow). Trudy Medicinskoj Sekcii Obszczestwa Opytnych Nauk (1893)
- K woprosu o pierewiazkach sredniej arterii twierdoj mozgowoj obołoczki. Trudy Medicinskoj Sekcii Obszczestwa Opytnych Nauk (1889)
- Murphy-buttom wmiesto kiszecznago szwa. Wracz (1894)